# Cuthona flavovulta
Cuthona flavovulta és una espècie de gastròpode nudibranqui de la família Tergipedidae.

## Hàbitat i distribució
A l'Oceà Pacífic entre Oregon i Califòrnia.

## Descripció
Cos transparent, clar, tentàculs orals i rinòfors translúcids. Típicament té una línia blanca que travessa el seu cos. Fa fins a un centímetre.